# Serie A 1982/1983
Soutěžní ročník Serie A 1982/83 byl 81. ročník nejvyšší italské fotbalové ligy a 51. ročník od založení Serie A. Soutěž začala 12. září 1982 a skončila 15. května 1983. Účastnilo se jí opět 16 týmů z toho 13 se kvalifikovalo z minulého ročníku. Poslední tři týmy předchozího ročníku, jimiž byli Milán AC, Bologna FC a Como Calcio sestoupily do druhé ligy. Opačným směrem putovali tři týmy, jimiž byli AC Hellas Verona (vítěz druhé ligy), UC Sampdoria, Pisa SC.
Titul v soutěži obhajoval klub Juventus FC, který v minulém ročníku získal 20. prvenství v soutěži.

## Přestupy hráčů
| Jméno               | odkud             | kam              |  |
| ------------------- | ----------------- | ---------------- |  |
| Michel Platini      | AS Saint-Étienne  | Juventus FC      |  |
| Zbigniew Boniek     | Widzew Łódź       | Juventus FC      |  |
| Roberto Mancini     | Bologna FC        | UC Sampdoria     |  |
| Trevor Francis      | Manchester City   | UC Sampdoria     |  |
| Liam Brady          | Juventus FC       | UC Sampdoria     |  |
| Daniel Passarella   | River Plate       | AC Fiorentina    |  |
| Pietro Paolo Virdis | Juventus FC       | Udinese Calcio   |  |
| Paolo Pulici        | Turín Calcio      | Udinese Calcio   |  |
| Edinho              | Fluminense FC     | Udinese Calcio   |  |
| Ivica Šurjak        | Paris St. Germain | Udinese Calcio   |  |
| Dirceu              | Atlético Madrid   | AC Hellas Verona |  |
| Herbert Prohaska    | Inter Milán       | AS Řím           |  |
| Hansi Müller        | VfB Stuttgart     | FC Inter Milán   |  |
| Fulvio Collovati    | Milán AC          | FC Inter Milán   |  |
| Aldo Serena         | FC Inter Milán    | Milán AC         |  |

## Složení ligy v tomto ročníku
| Klub               | Město         | Stadión                          | Kapacita | Trenér                                                          | 1981/82          |
| ------------------ | ------------- | -------------------------------- | -------- | --------------------------------------------------------------- | ---------------- |
| Ascoli Calcio 1898 | Ascoli Piceno | Stadio Cino e Lillo Del Duca     | 40 000   | Carlo Mazzone                                                   | 6.               |
| US Avellino        | Avellino      | Stadio Partenio-Adriano Lombardi | 39 500   | Giuseppe Marchioro (do 5. kola) Fernando Veneranda              | 8.               |
| Cagliari Calcio    | Cagliari      | Stadio Sant'Elia                 | 40 000   | Gustavo Giagnoni                                                | 12.              |
| US Catanzaro       | Catanzaro     | Stadio Comunale                  | 30 000   | Bruno Pace (do 15. kola) Saverio Leotta                         | 7.               |
| AC Cesena          | Cesena        | Stadio Dino Manuzzi              | 35 900   | Bruno Bolchi                                                    | 9.               |
| AC Fiorentina      | Florencie     | Stadio Comunale                  | 58 000   | Giancarlo De Sisti                                              | Stříbrná medaile |
| Janov 1893         | Janov         | Stadio Luigi Ferraris            | 57 800   | Luigi Simoni                                                    | 13.              |
| UC Sampdoria       | Janov         | Stadio Luigi Ferraris            | 57 800   | Renzo Ulivieri                                                  | Serie B          |
| FC Inter Milán     | Milán         | Stadio Giuseppe Meazza           | 83 000   | Rino Marchesi                                                   | 5.               |
| SSC Neapol         | Neapol        | Stadio San Paolo                 | 81 000   | Massimo Giacomini (do 11. kola) Gennaro Rambone + Bruno Pesaola | 4.               |
| Pisa SC            | Pisa          | Stadio Arena Garibaldi           | 35 800   | Luís Vinício                                                    | Serie B          |
| AS Řím             | Řím           | Stadio Olimpico                  | 66 000   | Nils Liedholm                                                   | Bronzová medaile |
| Juventus FC        | Turín         | Stadio Comunale                  | 71 000   | Giovanni Trapattoni                                             |                  |
| Turín Calcio       | Turín         | Stadio Comunale                  | 71 000   | Eugenio Bersellini                                              | 10.              |
| Udinese Calcio     | Udine         | Stadio Friuli                    | 50 000   | Enzo Ferrari                                                    | 11.              |
| AC Hellas Verona   | Verona        | Stadio Marcantonio Bentegodi     | 47 800   | Osvaldo Bagnoli                                                 | Serie B          |

## Tabulka
| Poř. | Tým                | Z  | V  | R  | P  | VG | OG | B  |
| ---- | ------------------ | -- | -- | -- | -- | -- | -- | -- |
| 1.   | AS Řím             | 30 | 16 | 11 | 3  | 47 | 23 | 43 |
| 2.   | Juventus FC        | 30 | 15 | 9  | 6  | 49 | 26 | 39 |
| 3.   | FC Inter Milán     | 30 | 12 | 14 | 4  | 40 | 23 | 38 |
| 4.   | AC Hellas Verona   | 30 | 11 | 13 | 6  | 37 | 31 | 35 |
| 5.   | AC Fiorentina      | 30 | 12 | 10 | 8  | 36 | 25 | 34 |
| 6.   | Udinese Calcio     | 30 | 6  | 20 | 4  | 25 | 29 | 32 |
| 7.   | UC Sampdoria       | 30 | 8  | 15 | 7  | 31 | 30 | 31 |
| 8.   | Turín Calcio       | 30 | 9  | 12 | 9  | 30 | 28 | 30 |
| 9.   | US Avellino        | 30 | 8  | 12 | 10 | 29 | 34 | 28 |
| 10.  | SSC Neapol         | 30 | 7  | 14 | 9  | 22 | 29 | 28 |
| 11.  | Janov 1893         | 30 | 6  | 15 | 9  | 34 | 38 | 27 |
| 12.  | Pisa SC            | 30 | 8  | 11 | 11 | 27 | 27 | 27 |
| 13.  | Ascoli Calcio 1898 | 30 | 9  | 9  | 12 | 32 | 37 | 27 |
| 14.  | Cagliari Calcio    | 30 | 6  | 14 | 10 | 23 | 33 | 26 |
| 15.  | AC Cesena          | 30 | 4  | 14 | 12 | 22 | 35 | 22 |
| 16.  | US Catanzaro       | 30 | 2  | 9  | 19 | 21 | 56 | 13 |

Poznámky
- Z = Odehrané zápasy; V = Vítězství; R = Remízy; P = Prohry; VG = Vstřelené góly; OG = Obdržené góly; B = Body
- za výhru 2 body, za remízu 1 bod, za prohru 0 bodů.

|  | Přímý postup do PMEZ 1983/84        |
|  | Přímý Postup do Poháru UEFA 1983/84 |
|  | Přímý postup do Poháru PVP 1983/84  |
|  | Sestup do Serie B 1983/84           |

## Střelecká listina
Nejlepším střelcem tohoto ročníku Serie A se stal francouzský útočník Michel Platini. Hráč Juventus FC vstřelil 16 branek.
| P. | Nár      | Hráč                 | Tým              | Branky |
| -- | -------- | -------------------- | ---------------- | ------ |
| 1. | Francie  | Michel Platini       | Juventus FC      | 16     |
| 2. | Itálie   | Alessandro Altobelli | FC Inter Milán   | 15     |
| 2. | Itálie   | Domenico Penzo       | AC Hellas Verona | 15     |
| 4. | Itálie   | Roberto Pruzzo       | AS Řím           | 12     |
| 5. | Itálie   | Luigi Piras          | Cagliari Calcio  | 9      |
| 5. | Itálie   | Giancarlo Antognoni  | AC Fiorentina    | 9      |
| 5. | Itálie   | Massimo Briaschi     | Janov 1893       | 9      |
| 8. | Rakousko | Walter Schachner     | AC Cesena        | 8      |
| 8. | Dánsko   | Klaus Berggreen      | Pisa SC          | 8      |
| 8. | Itálie   | Alessandro Scanziani | UC Sampdoria     | 8      |
| 8. | Itálie   | Franco Selvaggi      | Turín Calcio     | 8      |

## Vítěz
| Serie A 1982/83 AS Řím (2. titul) |